# Nguyễn Văn Cường (cầu thủ bóng đá)
Nguyễn Văn Cường (sinh ngày 14 tháng 6 năm 1966) là một cựu cầu thủ và huấn luyện viên bóng đá người Việt Nam. Thi đấu ở vị trí thủ môn và từng góp mặt ở đội tuyển quốc gia Việt Nam chỉ trong thời gian rất ngắn, nhưng ông được xem là một trong những cầu thủ góp phần quan trọng trong sự trở lại của bóng đá Việt Nam trên đấu trường quốc tế sau năm 1975. Ông là một trong ba cầu thủ nhận giải thưởng Quả bóng vàng Việt Nam đầu tiên vào năm 1995.

## Sự nghiệp
Sinh ra tại Hải Phòng, nhưng Nguyễn Văn Cường dành cả sự nghiệp bóng đá với mảnh đất Bình Định. Ngay từ thời còn học Trung học tại trường Trưng Vương (Quy Nhơn), ông thường xuyên nổi bật trong các giải đấu phong trào với vai trò thủ môn và tiền đạo. Nhờ vóc dáng to khỏe và khả năng bay người bắt bóng tốt, ông được các bạn thi đấu đặt cho biệt danh "Cường xà lan".
Sau khi tốt nghiệp 12, do gia đình nghèo nên không đủ điều kiện đi đại học, ông phải mưu sinh bằng nghề đạp xích lô. Tuy nhiên, ông vẫn không từ bỏ niềm đam mê bóng đá, mỗi chiều đều ra bãi biển để tập luyện. Nhờ sự kiên trì, nên chỉ sau một thời gian ngắn, ông được gọi tham gia đội bóng phong trào của ngành công an rồi chuyển qua thi đấu cho đội tuyển trẻ Công nhân Nghĩa Bình. Tại đây, ông thi đấu và học hỏi rất nhiều từ thủ thành lừng danh của đội tuyển quốc gia bấy giờ là Dương Ngọc Hùng. Ông nhanh chóng trở thành thủ môn dự bị cho Dương Ngọc Hùng tại đội Công nhân Nghĩa Bình, thậm chí thay thế cho ông Hùng trong đội hình chính một thời gian khi ông Hùng gặp chấn thương.
Năm 1987, ông trở thành thủ môn chính thức của đội Công nhân Nghĩa Bình sau khi ông Dương Ngọc Hùng giải nghệ. Năm 1990, đội bóng Công nhân Nghĩa Bình bị giải thể, ông cùng 4 đồng đội khác được bổ sung vào Đội bóng đá Bình Định. Từ đó, ông gắn bó hẳn với đội bóng này trong suốt sự nghiệp cầu thủ của mình.
Do những đóng góp quan trọng của ông đối với Đội bóng đá Bình Định, đã làm cho Huấn luyện viên trưởng Đội tuyển bóng đá quốc gia Việt Nam Karl Heiz Weigang chú ý. Năm 1995, ông được gọi vào đội tuyển và tham gia thi đấu tại cúp Độc Lập. Tại SEA Games 18 tại Chiang Mai (Thái Lan), ông được Huấn luyện viên trưởng Weigang giao vị trí thủ môn chính thức. Mặc dù phải thi đấu trong tình trạng tồi tệ với nhiều chấn thương, ông vẫn thi đấu xuất thần trong 2 trận đấu quyết định gặp Indonesia (thắng 1-0), và Myanmar (thắng 2-1), cứu nguy được nhiều bàn thua trông thấy, góp phần rất lớn đưa đội tuyển Việt Nam vào chung kết và giành huy chương bạc. Với thành tích này, ông được giới báo chí thể thao Việt Nam bình chọn trao tặng danh hiệu Quả bóng Bạc và Vận động viên tiêu biểu năm 1995.
Tại Giải vô địch bóng đá Đông Nam Á 1996, ông thi đấu tốt, bắt chính 5/6 trận, góp công lớp giúp Việt Nam giành huy chương đồng. Tuy nhiên, sau giải đấu này, phong độ của ông đột ngột sút giảm. Ông mất vị trí chính thức tại đội tuyển quốc gia về tay Nguyễn Văn Phụng và tại câu lạc bộ về tay Trần Minh Quang. Từng là người hùng của bóng đá Việt Nam, nhưng do cuộc sống khó khăn, ông phải kiếm sống qua ngày với công việc giữ xe ở chợ Quân Trấn (Quy Nhơn). Mặc dù vậy, ông vẫn tham gia luyện tập và thi đấu. Tuy trong những mùa giải sau đó phục hồi dần phong độ và thi đấu tốt, nhưng do lớn tuổi, ông ít được đưa vào sân thi đấu.
Đến mùa bóng 2001-2002, Câu lạc bộ bóng đá Bình Định được lên hạng chuyên nghiệp. Ông được cử làm Trợ lý Huấn luyện viên đội hình 2 của Câu lạc bộ, kiêm luôn cả vai thủ môn chính thức và tiền đạo dự bị. Tại giải Cúp Quốc gia 2003, ông được tham gia thi đấu và cùng đồng đội giành được cúp Quốc gia sau chiến thắng 2-1 trước đội Ngân hàng Đông Á.
Trong những mùa giải tiếp theo, thỉnh thoảng trong danh sách thi đấu của Câu lạc bộ bóng đá Bình Định vẫn đăng ký tên Nguyễn Văn Cường, dù công việc chính của ông là Huấn luyện viên thủ môn. Sự gắn bó lâu dài với Câu lạc bộ, dẫn đến một kỷ lục trớ trêu cho ông: Cầu thủ già nhất V-League. Đỉnh điểm là tại mùa giải 2008, sau khi Câu lạc bộ thanh lý hợp đồng với thủ môn Trần Minh Quang, ông phải trở lại thi đấu ở tuổi 42.
Tại mùa giải 2012, ông bị sa thải khỏi đội bóng mà ông đã gắn bó suốt sự nghiệp bóng đá của mình dù mùa giải vẫn chưa kết thúc.
Hiện tại, ông là huấn luyện viên đội tuyển U-17 của Trường Năng khiếu Thể dục thể thao Bình Định, đồng thời là đồng sáng lập Câu lạc bộ Đào tạo thủ môn Hùng Cường (ghép từ tên ông và người thầy của mình là cựu tuyển thủ Dương Ngọc Hùng, cũng là người sáng lập).

## Thành tích
Cá nhân
- Quả bóng bạc Việt Nam 1995[8]
- Vận động viên tiêu biểu năm 1995

Đội tuyển quốc gia
- Huy chương Bạc SEA Games 18
- Huy chương Đồng Giải vô địch bóng đá Đông Nam Á

Cúp Quốc gia
- Vô địch mùa bóng 2003